# Trypetheliales
Trypetheliales es un orden de hongos de la clase Dothideomycetes. La mayoría de las especies del orden forman líquenes, aunque algunas son hongos liquenícolas. Trypetheliales contiene dos familias, Polycoccaceae y Trypetheliaceae. El orden fue circunscrito en 2008 por los liquenólogos Robert Lücking, André Aptroot y Harrie Sipman.

## Familias y géneros
A partir de octubre de 2021, Index Fungorum, acepta 2 familias, 25 géneros y 478 especies dentro de Trypetheliales:
- Polycoccaceae Ertz, Hafellner & Diederich (2015)[3]

Clypeococcum – ca. 10 spp.
Polycoccum – ca. 60 spp.
- Trypetheliaceae Eschw. (1824)[4]

Alloarthopyrenia – 1 sp.
Aptrootia – 3 spp.
Architrypethelium – 8 spp.
Astrothelium – ca. 275 spp.
Bathelium – 16 spp.
Bogoriella – 29 spp.
Buscalionia – 1 sp.
Constrictolumina – 9 spp.
Dictyomeridium – 7 spp.
Distothelia – 3 spp.
Laurera – 2 spp.
Marcelaria – 3 spp.
Musaespora – 2 spp.
Mycomicrothelia – 8 spp.
Nigrovothelium – 3 spp.
Novomicrothelia – 1 sp.
Polymeridium – 51 spp.
Polypyrenula – 1 sp.
Pseudopyrenula – 21 spp.
Trypethelium – 16 spp.
Viridothelium – 11 spp.